# Anglo-Welsh Cup 2007-08
La Anglo-Welsh Cup 2007-08 fue la trigésimo séptima edición del torneo de rugby para equipos de Inglaterra y la tercera que incluye a los equipos galeses de la Liga Celta.

## Sistema de disputa
Cada equipo disputa tres partidos frente a sus rivales de grupo, el mejor de cada grupo clasifica a semifinales en la búsqueda del título.

## Primera Fase
Calendario de partidos

### Grupo A
| Pos. | Equipo                | Encuentros | Encuentros | Encuentros | Encuentros | Tantos | Tantos | Tantos | PB | Puntos |
| Pos. | Equipo                | PJ         | PG         | PE         | PP         | F      | C      | Dif    | PB | Puntos |
| ---- | --------------------- | ---------- | ---------- | ---------- | ---------- | ------ | ------ | ------ | -- | ------ |
| 1.º  | London Wasps          | 3          | 2          | 1          | 0          | 56     | 35     | 21     | 1  | 11     |
| 2.º  | Gloucester            | 3          | 1          | 1          | 1          | 57     | 58     | -1     | 2  | 8      |
| 3.º  | Newcastle Falcons     | 3          | 1          | 1          | 1          | 53     | 66     | -13    | 1  | 7      |
| 4.º  | Newport Gwent Dragons | 3          | 0          | 1          | 2          | 38     | 45     | -7     | 3  | 5      |

|  | Semifinalista. |

### Grupo B
| Pos. | Equipo           | Encuentros | Encuentros | Encuentros | Encuentros | Tantos | Tantos | Tantos | PB | Puntos |
| Pos. | Equipo           | PJ         | PG         | PE         | PP         | F      | C      | Dif    | PB | Puntos |
| ---- | ---------------- | ---------- | ---------- | ---------- | ---------- | ------ | ------ | ------ | -- | ------ |
| 1.º  | Leicester Tigers | 3          | 2          | 0          | 1          | 88     | 48     | 40     | 3  | 11     |
| 2.º  | Cardiff Blues    | 3          | 2          | 0          | 1          | 66     | 63     | 3      | 1  | 9      |
| 3.º  | Bath             | 3          | 1          | 0          | 2          | 36     | 53     | -17    | 0  | 4      |
| 4.º  | Sale Sharks      | 3          | 1          | 0          | 2          | 48     | 74     | -26    | 0  | 4      |

|  | Semifinalista. |

### Grupo C
| Pos. | Equipo             | Encuentros | Encuentros | Encuentros | Encuentros | Tantos | Tantos | Tantos | PB | Puntos |
| Pos. | Equipo             | PJ         | PG         | PE         | PP         | F      | C      | Dif    | PB | Puntos |
| ---- | ------------------ | ---------- | ---------- | ---------- | ---------- | ------ | ------ | ------ | -- | ------ |
| 1.º  | Ospreys            | 3          | 3          | 0          | 0          | 117    | 40     | 77     | 2  | 14     |
| 2.º  | Harlequins         | 3          | 1          | 0          | 2          | 40     | 50     | -10    | 1  | 5      |
| 3.º  | London Irish       | 3          | 1          | 0          | 2          | 72     | 88     | -16    | 2  | 6      |
| 4.º  | Worcester Warriors | 3          | 1          | 0          | 2          | 66     | 117    | -51    | 1  | 5      |

|  | Semifinalista. |

### Grupo D
| Pos. | Equipo         | Encuentros | Encuentros | Encuentros | Encuentros | Tantos | Tantos | Tantos | PB | Puntos |
| Pos. | Equipo         | PJ         | PG         | PE         | PP         | F      | C      | Dif    | PB | Puntos |
| ---- | -------------- | ---------- | ---------- | ---------- | ---------- | ------ | ------ | ------ | -- | ------ |
| 1.º  | Saracens       | 3          | 2          | 0          | 1          | 123    | 79     | 44     | 4  | 12     |
| 2.º  | Scarlets       | 3          | 2          | 0          | 1          | 106    | 69     | 37     | 3  | 11     |
| 3.º  | Bristol        | 3          | 1          | 1          | 1          | 46     | 69     | -23    | 0  | 6      |
| 4.º  | Leeds Carnegie | 3          | 0          | 1          | 2          | 60     | 118    | -48    | 1  | 3      |

|  | Semifinalista. |

### Semifinales
| 22 de marzo de 2008 | Leicester Tigers | 34 - 24 | London Wasps | Millennium Stadium, Cardiff |  |

| 22 de marzo de 2008 | Ospreys | 30 - 3 | Saracens | Millennium Stadium, Cardiff |  |

### Final
| 12 de abril de 2008 | Leicester Tigers | 6 - 23 | Ospreys | Twickenham Stadium, Londres |  |

| Bandera de Gales |
| Campeón Ospreys  |
| Primer título    |